# Euparia baraudi
Euparia baraudi är en skalbaggsart som beskrevs av Fortuné Chalumeau och Leopold F. Gruner 1974. Euparia baraudi ingår i släktet Euparia och familjen Aphodiidae. Inga underarter finns listade i Catalogue of Life.